# Glen Matlock
Glen Matlock, né le 27 août 1956 dans le district de Paddington, à Londres, est un musicien britannique connu pour avoir été le premier bassiste des Sex Pistols.
Depuis la réunion du groupe en 1996, Glen Matlock a réintégré la formation avec John Lydon (« Johnny Rotten »), Steve Jones et Paul Cook.

## Carrière musicale

### Avec lesSex Pistols
Glen Matlock fréquente la Saint Martin's School of Art jusqu'en 1974. Alors qu'il travaille dans le magasin de vêtements du couple Vivienne Westwood et Malcolm McLaren, il rejoint le groupe The Strand en tant que bassiste. Le groupe comprend Steve Jones (chant), Warwick « Wally » Nightingale (guitare) et Paul Cook (batterie). Il se rebaptise The Swankers puis Sex Pistols après l'éviction de Nightingale et l'arrivée du chanteur John Lydon, surnommé Johnny Rotten.
Après l'enregistrement et la sortie du premier single du groupe Anarchy in the U.K., à la fin de l'année 1976, Glen Matlock quitte la formation au début de l'année suivante. Il est alors remplacé par Sid Vicious, future icône déglinguée et martyre du mouvement punk. Pour le guitariste Steve Jones, Matlock ne s'est pas bien intégré au groupe, d'où son départ prématuré. Le bassiste, quant à lui, explique que ses relations avec le chanteur John Lydon étaient de plus en plus difficiles. Selon lui, ces tensions auraient été orchestrées par leur manager Malcolm McLaren.
Dans son livre, John Lydon affirme que devant l'incapacité de Sid Vicious à jouer convenablement de la basse, c'est en fait Glen Matlock qui, malgré son éviction du groupe, joua les sessions de basse lors de l'enregistrement de Never Mind The Bollocks. D'autres sources prétendent que c'est Steve Jones qui s'en chargea, ce qui semble moins logique. Quoi qu'il en soit, le départ de Glen Matlock des Sex Pistols est considéré comme l'élément clé de l'explosion prévisible du groupe, ne serait-ce que parce qu'il est le compositeur de la plupart des morceaux du seul et unique album du groupe.

### Avec lesRich Kids

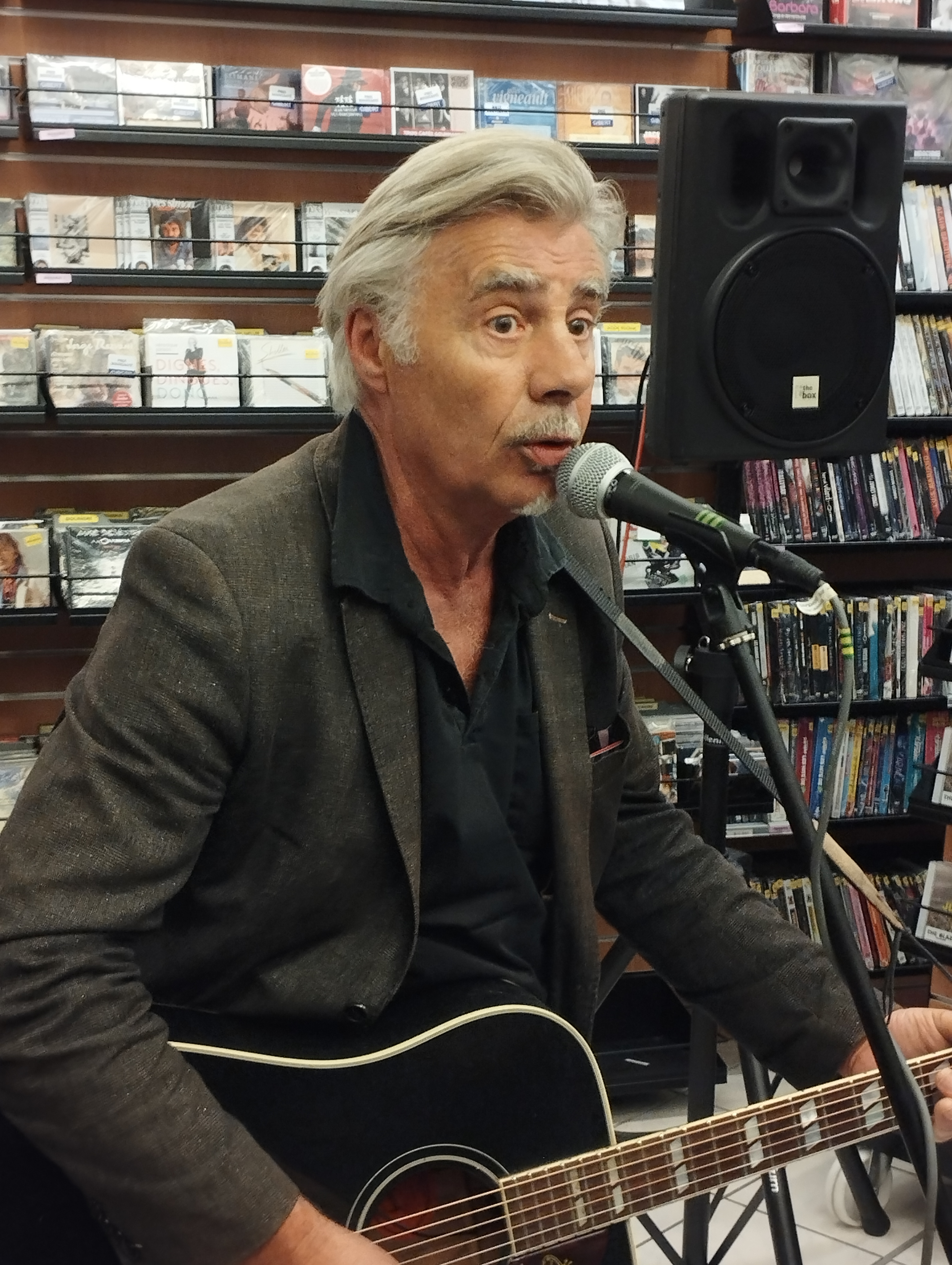
Glen Matlock en showcase à Gibert Joseph, en mai 2023.

Après son départ des Sex Pistols, toujours ancré dans la veine punk rock, il formera ensuite un groupe au succès incertain, The Rich Kids, qui comporte parmi ses membres Midge Ure, le futur leader d'Ultravox. Il sera ensuite le bassiste de The Flying Padovani's, le groupe du premier guitariste français de The Police, avant de participer à l'album solo de son leader, Henry Padovani.

## Divers
Il a également joué sur l'album solo d'Iggy Pop Soldier (1980) et multiplié les expériences ou collaborations studio ou scéniques (Bette Bright And The Illuminations, C.B.I., Glen Matlock & The Philistines, The International Swingers, The Screwballs, The Spectres, The Stax Pistols, The Swingers, The Vicious White Kids...).
Depuis 2010, Glen Matlock a intégré The Faces (ex-groupe de Rod Stewart et Ron Wood) à la suite de la reformation du mythique groupe l'année précédente. Il s'est prononcé publiquement contre le Brexit.